# Revykvarteret
Revykvarteret er en bydel under opførelse i området omkring Flintholm Station på Frederiksberg. Området husede tidligere et gasværk og landbrug. Revykvarteret har fået sit navn efter de nye veje i områder, der er opkaldt efter en række kendte danske revykunstnere (Preben Kaas, Dirch Passer, Elga Olga, Kjeld Petersen, Marguerite Viby og Stig Lommer). 
Der er i kvarteret opført plejeboliger, beboelsesejendomme, Hedorfs Kollegium og et kombineret bolig- og erhvervsområde. Kvarteret blev officielt indviet den 11. juni 2009 af borgmester Jørgen Glenthøj.
|  | Denne artikel om en bygning eller et bygningsværk kan blive bedre, hvis der indsættes et (bedre) billede. Du kan hjælpe ved at afsøge Wikimedia Commons for et passende billede eller lægge et op på Wikimedia Commons med en af de tilladte licenser og indsætte det i artiklen. |

55°41′2.03″N 12°29′52.56″Ø / 55.6838972°N 12.4979333°Ø